# Museu de Arte Sacra (São João del-Rei)
O Museu de Arte Sacra é um museu brasileiro, localizado em São João del-Rei (MG), dirigido à arte sacra.  Instalado no prédio da antiga cadeia da cidade, o museu abriga acervo de 450 objetos, entre alfaias (roupas, utensílios e adornos), paramentos litúrgicos e imaginária religiosa pertencentes a confrarias, ordens e irmandades locais, acumulados ao longo dos anos na Diocese de São João del-Rei. Ficou fechado para reformas até 1999.
Em 6 de março de 2010 foi reaberto durante as comemorações do centenário de nascimento do ex-presidente Tancredo Neves.
Entre os destaques, estão as imagens esculpidas por Valetim Correia Pais; resplendores de prata do século XIX, feitos por Joaquim Francisco de Assis Pereira e usados em coroações a Nossa Senhora; as imagens de São Jorge e Santa Margarida de Cortona, feitas por Mestre do Cajuru. A escultura de Cristo flageado é atribuída a Aleijadinho. Há ainda oratórios domésticos e ex-votos.